# 拉取技术
拉取编码或客户端拉取是一种网络通信方式，其特点是数据请求最初由客户端发起，随后由服务器进行响应。与之相对应的是推送技术，即服务器向客户端主动推送数据。
拉取请求是网络计算的基础，许多客户端会向集中式服务器请求数据。在互联网上，拉取请求被广泛运用于网站的HTTP页面请求。
推送也可以通过在短时间内多次拉取来模拟。例如，当从服务器提取POP3电子邮件时，客户端可以每隔几分钟定期提出提取请求。对用户来说，电子邮件似乎是被推送的，因为电子邮件接近实时到达。然而，这种模拟推送的方式会增加服务器和网络的负荷，以维持正常运行。
从消息来源技术上讲，许多网络提要（如RSS）都是由客户端提取的。使用RSS时，用户的RSS阅读器会定期轮询服务器以获取新内容;服务器不会在没有请求的情况下向客户端发送信息。这种持续的轮询方式效率较低，导致一些流行的RSS源因带宽不足而关闭或减少。为了解决这个问题，WebSub协议作为另一个推送数据的例子被设计出来。
播客是一种特殊的拉取技术。当新的播客集发布到RSS源时，它会一直保留在服务器上，直到有源阅读器、移动播客应用程序或目录发起请求。Apple 播客（iTunes）、Blubrry Directory等目录以及许多应用程序的目录会定期请求RSS源，以更新这些平台上的播客列表。通过应用程序或阅读器订阅这些RSS源的用户，会在下次请求RSS源时收到新的剧集，与目录列表的更新时间无关。